# Classique des Alpes 1997
La Classique des Alpes 1997, settima edizione della corsa e valida come evento UCI categoria 1.1, si svolse il 7 giugno 1997, per un percorso totale di 179 km. Fu vinta dal francese Laurent Roux che giunse al traguardo con il tempo di 5h02'11" alla media di 35,541 km/h.

## Ordine d'arrivo (Top 10)
| Pos. | Corridore          | Squadra         | Tempo    |
| ---- | ------------------ | --------------- | -------- |
| 1    | Laurent Roux       | TVM             | 5h02'11" |
| 2    | Laurent Madouas    | Lotto           | s.t.     |
| 3    | José María Jiménez | Banesto         | a 55"    |
| 4    | Abraham Olano      | Banesto         | a 1'26"  |
| 5    | Fernando Escartín  | Kelme           | s.t.     |
| 6    | Alberto Elli       | Casino          | s.t.     |
| 7    | Jan Ullrich        | Deut. Telekom   | s.t.     |
| 8    | Davide Rebellin    | Franç. des Jeux | a 1'33"  |
| 9    | Santiago Blanco    | Banesto         | s.t.     |
| 10   | Philip Buschor     | Saeco           | s.t.     |